# Slovenian Girl
Pour plus de détails, voir Fiche technique et Distribution.
Slovenian Girl (Slovenka) est un film slovéno-germano-serbo-croato-bosnien réalisé par Damjan Kozole (en), sorti en 2011.

## Fiche technique
- Titre : Slovenian Girl
- Titre original : Slovenka
- Réalisation : Damjan Kozole
- Scénario : Damjan Kozole, Matevz Luzar et Ognjen Svilicic
- Musique : Silence
- Photographie : Ales Belak
- Montage : Jurij Moskon et Andrija Zafranovic
- Production : Danijel Hocevar
- Société de production : Vertigo, Neue Mediopolis Filmproduktion, Film House Bas Celik, 4 Film, RTV Slovenija, Viba Film et E-motion Film
- Société de distribution : Epicentre Films (France)
- Pays :  Slovénie,  Allemagne,  Serbie,  Croatie et  Bosnie-Herzégovine
- Genre : Drame
- Durée : 90 minutes
- Date de sortie :
  -  Slovénie : 30 septembre 2009
  -  France : 2 février 2011

## Distribution
- Nina Ivanišin : Aleksandra
- Peter Musevski (en) : Edo, le père d'Aleksandra
- Primoz Pirnat : Zdravko, l'ami d'Edo
- Marusa Kink : Vesna, l'amie d'Aleksandra
- Uros Furst : Gregor
- Dejan Spasic : Mile
- Aljosa Kovacic : Peter
- Andrej Murenc : Miha
- Ales Valic : le professeur Mrak
- Marjuta Slamic : la guichetière
- Ivo Godnic : Helmut
- Cédric Brelet von Sydow : l'homme de Paris
- Valter Dragan : Valter
- Danijel Malalan : le gars italien
- Philip James Burt : Mike
- Maja Sever : la mère d'Aleksandra
- Alenka Kraigher : l'amie d'Aleksandra
- Drago Milinovic : le chauffeur de taxi
- Minca Lorenci : Mira, la serveuse
- Primoz Petkovsek : Nikola
- Igor Leonardi : Gape
- Dusan Moravec : l'homme qui pleure